# Rahbe
Rahbe (arab. رحبة) – miejscowość w Dystrykcie Akkar w Gubernatorstwie Asz-Szamal w Libanie. Ok. 30 km od Trypolisu i 124 km na północny wschód od Bejrutu.